# Трефан, Максим Андреевич
Максим Андреевич Трефан (21 октября 1960, Москва) — российский рок-музыкант, клавишник группы «Вежливый отказ».

## Биография
Начал учиться игре на фортепиано у Анны Артоболевской, окончил музыкальную школу имени Гнесиных, продолжил образование как академический пианист у Леонида Брумберга и — в Институте имени Гнесиных — у Бориса Берлина и Олега Бошняковича. В 2019 году окончил РАМ имени Гнесиных по классу композиции у Алексея Ларина.
С середины 1980-х выступал с импровизациями на фортепиано и синтезаторах. В 1987 году стал играть в одной из первых в России new-wave-групп «Николай Коперник».
Играл в стилях world music и трэш-металл в группах «Альянс» и «Коррозия Металла» (в последней под псевдонимом «Питон»), записав клавишные партии их альбомов 1990—1996 годов.
Автор музыки к фильмам «Добрые услуги» Луиса Ориуэллы и «Angelus» и «Свадьбы тишины» Вильсона Бурбано, цикла «Реки» для домры, сочинений для фортепиано, виолончели, альта, контрабаса, фагота, струнного трио, симфонического оркестра, романсов на стихи поэтов «южинского кружка» Мамлеева, Головина, Провоторова, Гражданкина, Джемаля и Ковенацкого. Выступал в дуэте с Германом Дижечко (лидером группы Матросская Тишина), неоднократно — в дуэте с Сергеем Летовым, записывался с группами «Трибунал» (Натальи Медведевой), «Сплин», «Оберманекен», «Девять». Как композитор — постоянный участник фестивалей «Альтернатива» в 1990-х годах (где, в том числе, в 1993 году была премьера его вокального цикла на стихи Эволы) и Фестивалей Владимира Мартынова с 2011 по 2019 год. В 2024 году занял второе место на международном конкурсе имени Э. Артемьева "Сибириада".
Выступал с докладами о постмодернизме, Чайковском, Скрябине и Свиридове на семинарах «Аналогия и Тождество» Гейдара Джемаля, «Римского подворья», на конференциях «Orient & Occident: вызов и ответ» (Екатеринбург, УрФУ 2013), «Творческое наследие Георгия Гачева» (Москва, ИМЛИ, 2014), «Творчество в жизни и культуре: феномен Георгия Гачева» (Москва, ИМЛИ, 2019)